# إيزابيل ليونارد
إيزابيل ليونارد (بالإنجليزية: Isabel Leonard)‏ هي مغنية أوبرا ومغنية أمريكية، ولدت في 18 فبراير 1982 في نيويورك في الولايات المتحدة.

## وصلات خارجية
- الموقع الرسمي
- إيزابيل ليونارد على موقع ميوزك برينز (الإنجليزية)
- إيزابيل ليونارد على موقع ديسكوغز (الإنجليزية)